# 小行星11322
小行星11322（11322 Aquamarine）是一颗绕太阳运转的小行星，为主小行星带小行星。该小行星于1995年8月23日发现。

## 轨道参数
小行星11322的轨道半长轴为2.7219541 UA，离心率为0.190。